# میتسو فوکودا
میتسو فوکودا (انگلیسی: Mitsuo Fukuda؛ زادهٔ ۲۸ اکتبر ۱۹۶۰) کارگردان پویانمایی، فیلم‌نامه‌نویس، هنرمند استوری بورد اهل ژاپن است.